# Ковач, Чаба
Чаба Ковач (венг. Kovács Csaba, родился 31 марта 1984 в Будапеште, Венгрия) — венгерский хоккеист, крайний левый нападающий. Генеральный менеджер хоккейной академии клуба «Фехервар АВ19», выступающего в Эрсте Лиге.

## Карьера

### Клубная
Выступал ранее на клубном уровне за молодёжные венгерские команды «МАК Непштадион» и «Уйпешти», имел опыт выступлений в Канаде за «Нотр-Дам Аргос». С 2002 года выступает на взрослом уровне за «Альба Волан» в Австрийской хоккейной лиге. Шестикратный чемпион Венгрии и двукратный чемпион Интерлиги.

### В сборной
В юношеской сборной Ковач выступал на чемпионате мира до 18 лет в дивизионе B в 1999 году, а также в европейском первом дивизионе в 2000 году и во втором дивизионе в 2001 и 2002 годах. На молодёжном чемпионате мира играл во втором дивизионе с 2001 по 2003 годы и один раз в первом дивизионе в 2004 году. В сборной играет с 2004 года, не пропуская ни один турнир. Участвовал в квалификационных турнирах к Олимпийским играм в Турине, Ванкувере и Сочи.
В 2009 году Венгрия впервые играла на чемпионате мира в высшем дивизионе: Ковач провёл все шесть матчей за сборную и набрал одно очко, отдав голевую передачу на Тамаша Шилле в первом же матче со Словакией (Шилле сравнял счёт, но Венгрия проиграла в итоге 4:3 на последних секундах).